# Acceptilatio
In diritto romano, l'acceptilatio era l'atto estintivo di un'obbligazione contratta verbis, composto da una domanda e dalla rispettiva risposta, attraverso cui il debitore chiedeva al creditore se avesse ricevuto quello che aveva promesso.
In quanto rituale simmetrico alla sponsio, era nel periodo antico l'unico mezzo idoneo ad estinguere iure civili l'obbligazione sorta da parole, non essendo l'adempimento condizione sufficiente. Quando, invece, l'esecuzione della prestazione cominciò a essere considerata di per sé in grado di liberare dal vincolo obbligatorio, ecco che l'acceptilatio assurse a imaginaria solutio, ovverosia a remissione del debito, purché contratto verbis. A tal uopo, veniva utilizzata la novatio oggettiva, cosicché qualunque vincolo obbligatorio potesse essere considerato come sorto verbis e fatto oggetto di acceptilatio: particolarmente utile in tal senso fu la stipulatio aquiliana.